# エリー・シーグマイスター
エリー・シーグマイスター（Elie Siegmeister、1909年1月15日 - 1991年3月10日）は、アメリカ合衆国の作曲家。18歳でコロンビア大学音楽科を卒業。w:Seth Binghamと共に音楽理論を学んだ。
ニューヨーク出身。ウォリングフォード・リーガーの生徒で、1927年から1931年にかけてパリでナディア・ブーランジェに師事した。1935年から1938年まではジュリアード音楽院で指揮をアルバート・ステッセルに学んだ。1937年にアメリカ作曲家連盟に加入した。1950年代よりニューヨークで、教授と指揮者として活動した。生徒にはステファン・アルバート、ハーバート・ジャーマン、ダニエル・ドーフ、バリー・ドロジン、ジェラルド・ヒューメル、レナード・レーアマン、ステファン・ローレンス、ジョゼフ・パーソンらがいる。
作品には9つのオペラ、ミュージカル、6つの交響曲、3つの交響的小品、クラリネット協奏曲、フルート協奏曲、映画音楽、歌曲、連作歌曲、室内楽曲、合唱曲などがある。

## 文献
- Leonard Lehrman, Kenneth Boulton: Elie Siegmeister. American Composer. A Bio-Bibliography. Scarecrow Press, Lanham 2010, ISBN 978-0-8108-6961-5.